# Curtiss JN-4
 (octobre 2021).
Si vous disposez d'ouvrages ou d'articles de référence ou si vous connaissez des sites web de qualité traitant du thème abordé ici, merci de compléter l'article en donnant les références utiles à sa vérifiabilité et en les liant à la section « Notes et références ».
Le Curtiss JN-4 Jenny est un avion militaire de la Première Guerre mondiale construit aux États-Unis.
Conçu comme un avion d'entraînement avancé, biplace à doubles commandes, et non comme un chasseur de première ligne, le JN4 devint un avion multirôle (ambulance aérienne, liaisons, voire missions d'attaque des troupes au sol). Les versions produites sous licence au Canada étaient équipées de skis ou de flotteurs pour s'adapter au climat et à la géographie canadienne.
Comme beaucoup de fabrications de guerre américaines (les destroyers Clemson, les moteurs d'avion Liberty durant la Première Guerre mondiale, les chars Sherman, les cargos Liberty ships et les bombardiers B-17 durant la Seconde) le Jenny a été produit en très grande série (6 800 exemplaires), et a littéralement inondé le marché des surplus après l'armistice de 1918.
Bon nombre d'aviateurs démobilisés se reconvertirent dans la poste aérienne ou dans les spectacles de cirque aérien. et pour cet usage, le Jenny, à la fois maniable, stable et fiable, avec des pièces de rechange en abondance était un choix évident.

## Les ravageurs de granges (barnstormers) et le JN4
Ces aviateurs de cirque des années folles furent surnommés les Barn-stormers, (littéralement les « ravageurs de granges ») accomplissant des cascades extrêmement dangereuses (marcher sur les ailes, sauter d'un avion à l'autre, embarquer depuis une voiture de course ou un canot automobile) qui servaient de prélude et de publicité à une session de baptêmes de l'air payants à l'intention des populations rurales de l'Amérique profonde.
Le plus célèbre des Barnstormers n'était autre que Charles Lindbergh, qui avait acheté un JN4 de surplus à très bas prix (certaines sources parlent de seulement 50 dollars) et accumula les heures de vol sur cet appareil avant de le revendre (récupéré un demi-siècle plus tard cet appareil est dans les collections du Cradle of Aviation Museum (en) de Long Island à New York)